# Corridor de transport international Nord-Sud

Corridor de transport Nord-Sud.

Le corridor de transport international Nord-Sud (en russe : Север - Юг) est un itinéraire ferroviaire et naval, conçu pour assurer la liaison de transport entre la Russie et l'Inde via l'Iran. Il permet le contournement des sanctions contre la Russie prise par l'Occident à l'encontre de la Russie depuis l'année 2014 en accélérant le transit des marchandises en provenance ou en direction de l'Europe par la création d'un axe de transport Moscou-Iran-Inde. Il permet également d'éviter le passage obligé des navires russes par la mer Baltique ou la mer Noire.
Les principaux avantages du corridor Nord-Sud par rapport aux autres itinéraires (en particulier la route maritime via le canal de Suez) sont : la réduction de deux fois ou plus de la distance de transport de conteneurs, par rapport à la voie maritime par le canal de Suez.
L'accord sur le corridor international Nord-Sud a été signé en septembre 2017 à Saint-Pétersbourg par les ministres des transports de trois pays: l'Iran, l'Inde et la Russie après des années de négociations et de consultations,.

## Anticipation
Le délai de livraison de marchandises entre Bombay et Saint-Pétersbourg-Helsinki est réduit à 15-24 jours, alors que le délai par l'itinéraire ancien via le canal de Suez est de 30-45 jours.
D'ici 2025, la capacité de trafic de marchandises sur ce réseau pourra atteindre jusqu'à 30 millions de tonnes.
Le volume du marché des produits de base a été estimé à 25-26 millions de tonnes en 2015.
Il est prévu que la construction du tronçon ferroviaire entre l'Iran et l'Azerbaïdjan réduise de 13—20 % le volume de transit des marchandises russes via la Turquie (par la voie navigable Bosphore — Mer de Marmara — Dardanelles).
Sur le territoire de la Russie, le flux du transit et de commerce extérieur dans le corridor Nord-Sud se développera dans la direction Saint-Pétersbourg — Moscou — Riazan — Rtichtchevo— Saratov — Volgograd — Astrakhan sur une longueur de 2 513 km.
Les principaux problèmes posés par la mise en place du corridor international Nord-Sud étaient:
- L'absence de liaison ferroviaire directe entre la Russie et l'Iran et la lenteur des opérations de douanes dans les ports russes (selon des informations datant de 2006)[6].
- La différence d'écartement des voies entre la Russie et l'Azerbaïdjan (écartement russe de 1 520 mm) et en Iran (1 435 mm). Cela a donné un intérêt à la liaison mixte navale et terrestre en traversant la Mer Caspienne.

## Histoire
En 1999, un groupe d'entreprises de transport indiennes, iraniennes et russes ont signé un accord général sur la transport de conteneurs par le corridor international Sri-Lanka — Inde — Iran — Mer Caspienne — Russie L'accord définissait l'organisation de ce transport, la responsabilité des participants, les délais de passage des marchandises par 20 à 40 conteneurs ISO de 40 pieds.
Le 12 septembre 2000, lors de la deuxième conférence Euroasiatique sur le transport qui a eu lieu à Saint-Pétersbourg a été signé, les pays participants étant la Russie, l'Iran, l'Inde.
En février 2002, la Douma d'État et le conseil de la fédération de Russie ont adopté une loi fédérale sur la ratification de l'accord sur le corridor Nord-Sud. En mai 2002, à Saint-Péterbourg, les ministres des pays participants ont signé un protocole sur l'ouverture officielle du couloir Nord-Sud.
Durant la période 2000 à 2002 des centaines de conteneurs indiens ont été envoyés par le corridor, par l'intervention d'un groupe de sociétés telle la société irano-indienne Iran-Hand et la société irano-russe Irsotr, avec la participation de la société de coordination Reggie. La pratique a montré que le temps de transport des conteneurs à travers l'Iran du port de Bandar Abbas sur la côté du golfe Persique jusqu'au port de Bandar-e Anzali sur la Mer Caspienne s'étalait sur quatre jours, compte tenu des formalités douanières.
Cependant, par la suite, en raison des nombreuses difficultés techniques, le transport des conteneurs par le corridor Nord-Sud s'est limité au trajet entre l'Iran et la Russie. Les transports entre l'Inde jusqu'à Astrakhan ont été gelés provisoirement. Comme le projet restait attrayant, par la suite l'Azerbaïdjan, l'Arménie, la Biélorussie, le Kazakhstan, Oman, la Syrie ont adhéré au traité. La Turquie et l'Ukraine ont présenté leur demande d'adhésion également.
L'un des partenaires les plus actifs a été le Kazakhstan pour lequel la route Nord-Sud permettait de réorienter les exportations à travers le territoire de la Russie et de la Mer Noire vers les pays du golfe Persique.
Dans le contexte de l'invasion de l'Ukraine par la Russie depuis 2022 s'est produite l'implication de l'Iran dans l'invasion russe de l'Ukraine en 2022. En juin 2022, le transport de marchandises de la Russie vers l'Inde prenait 25 jours. L'agence qatarienne Al Jazeera a communiqué qu'en juillet 2022, au moins 39 conteneurs ont été transportés de la Russie jusqu'au port indien de Nhava Sheva par le golfe Persique; selon l'agence citée, le lancement de la route aide la Russie à surmonter les conséquences des sanctions internationales contre la Russie durant l'invasion en Ukraine (en) pour l'accès indirect aux marchandises européennes. Selon les données de l'agence Tasnim News Agency, au début octobre 2022, les exportations de marchandises depuis l'Iran vers la Russie ont augmenté de 70 %, et le chiffre d'affaires entre les deux pays a augmenté de près de 40 % en près de huit mois.
En mai 2023, un accord a été signé sur la création conjointe (qui sera construite avec deux types de largeurs de voie, iranienne et russe de 1 435 et 1 520 mm) sur la section ferroviaire Racht - Astara (165 km), qui assurera la liaison complète du chemin de fer de l'axe Nord-Sud jusqu'au nord de l'Iran, le long du rivage sud de la mer Caspienne.
Selon le vice-Premier ministre russe Marat Khousnoulline, les investissements pour le projet Nord-Sud jusqu'en 2030 s'élèveront à 280 milliards de roubles. Trois points de passage sont construits pour la réalisation du projet: Derbent, Verkhny Lars, Yarag-Kaémaliar; l'autoroute R217 Caucase doit être rénovée et une rocade entre Astrakhan, Derbent, Khassaviourt doit être construite.

## Itinéraire du fret
Le corridor prévoit trois itinéraires principaux de fret par rapport à la Mer Caspienne:
- Transcaspien : par les ports d'Astrakhan, de port d'Olya (en), Makhatchkala. La ligne de chemin de fer a été construite jusqu'au port d'Olya en 2004.
- Oriental : liaison directe par chemin de fer par le Kazakhstan, l'Ouzbékistan et le Turkménistan, avec accès au réseau iranien par le poste frontière de Tejen - Serakhs. Un accord a été signé sur une route contournant l'Ouzbékistan en 2007 pour une ouverture réalisée en 2013.
- Occidental : Liaison par Astrakhan-Makhatchkala-Samour, puis sur le territoire de l'Azerbaïdjan jusqu'à la gare d'Astara. Sur le territoire de l'Iran, le transit est assuré par la ligne de chemin de fer Qazvin - Rasht - Astara qui a été ouverte en 2018. En 2019, ce sont les sections entre Astara (Azerbaïdjan) et Astara (Iran) qui ont été mises en service et la section Racht-Qazvin.

### Transcaspienne
Du côté russe la ligne passe par les ports d'Astrakhan, d'Olya et de Makhatchkala.
La construction vers Olya (en) a commencé le 1er octobre 2003, et le 28 mars 2004 elle était ouverte à la circulation. Au cours du premier semestre 2010, 5 700 wagons de marchandises sont arrivés au port d'Olya.
En Iran l'itinéraire passe par les ports de Bandar-e Anzali, Port d'Amirabad et Nowshahr (en).

### Oriental
Chemin de fer Kazakhstan-Turkménistan-Iran
Le trajet est une liaison ferroviaire directe. Son ancien emplacement passait par Karakalpakstan (Kazakhstan, Ouzbékistan, Turménistan) avec un accès au réseau iranien par le passage frontalier de Tejen.
Un nouvel embranchement via Bolachak (ru) (directement du Kazakhstan au Turménistan) a été construit en 2014 et part vers l'Iran par le poste frontière d'Etrek (en) — Gorgan.

### Occidental

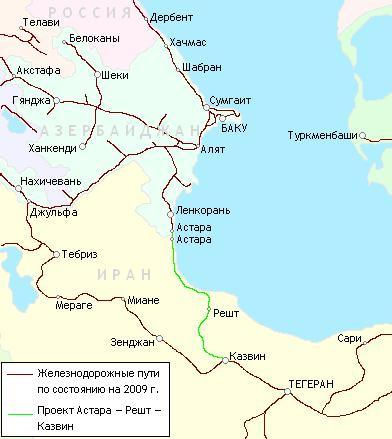
Astara-Rasht-Qazvin ru.

L'itinéraire occidental suit la direction Astrakhan - Makhatchkala - Samour, puis poursuit le long de l'Azerbaïdjan jusqu'à la gare frontalière d' Astara. Su le territoire iranien, le transit doit être assuré par la ligne Astara — Rasht — Qazvin.
Les trains en provenance de Russie passent par l'Azerbaïdjan, l'Iran, puis les marchandises passent par le port de Tchabahar-Bombay pour un transport maritime direct.
La liaison Astara-Rasht achèvera la liaison Bombay-Saint-Pétersbourg- Helsinki d'une longueur de 13 000 km.
Cette liaison pourra être connectée à l'Est à l'axe Shangaï-Téhéran et à l'ouest à l'axe Tbilissi-Europe. Les marchandises transportées aujourd'hui de l'Inde et de l'Europe vers le Caucase en 60 jours le seront en 10-14 jours une fois la voie Nord-Sud entièrement achevée.
Outre vers l'Inde, des routes commerciales peuvent être tracées en Irak, au Koweït,au Qatar, aux Émirats arabes unis, en Arabie saoudite, à Oman, au Yémen, au Sri Lanka. Les pays d'Afrique, d'Indochine, d'Océanie seront relativement proches d'accès.

### Suite

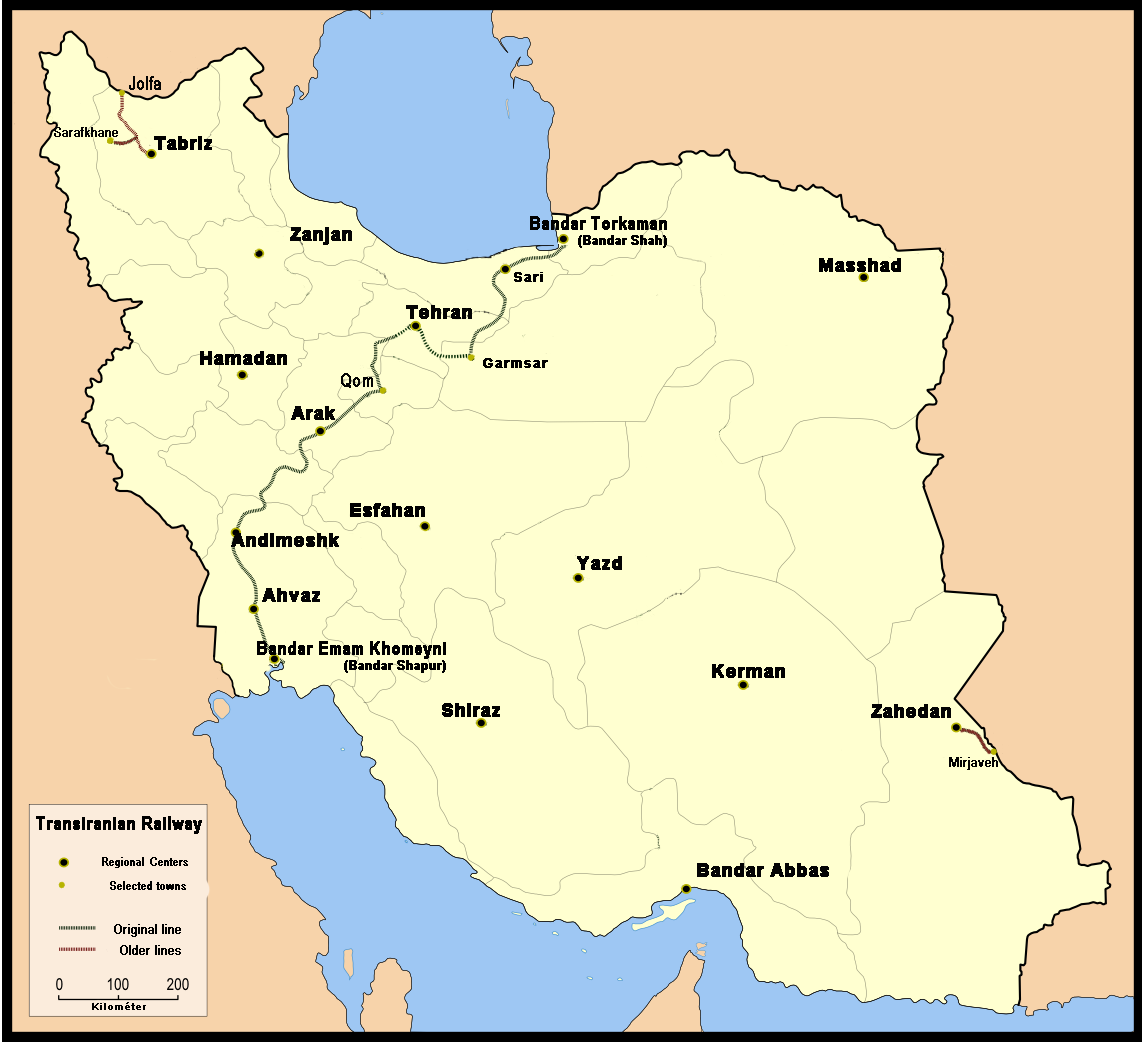
Chemin de fer Transiranien

Le projet complet comprend la liaison entre le sud de la mer Caspienne et les côtes iraniennes du golfe Persique au port de Bandar Abbas d'où les conteneurs seront embaqués par voie maritime jusqu'à Nhava Sheva et Bombay en Inde.
Actuellement c'est la ligne du chemin de fer transiranien qui assure la liaison entre la mer Caspienne et le port de Bandar-e Emam Khomeyni dans le golfe persique en passant par Teheran.